# Breakthrough!
『Breakthrough!』は、2020年6月24日発売Poppin'Partyの2ndアルバムである。
本作には12thシングル「キズナミュージック♪」から15thシングル「イニシャル/夢を撃ち抜く瞬間に！」までのほか、配信シングル「White Afternoon」や、「Breakthrough!」をはじめとする新曲が複数収録されている。
通常盤（BRMM-10254）とBlu-ray付生産限定盤（BRMM-10253）の二種類をリリース。
生産限定盤には、Singleのカップリング曲を集めたB面ベスト集のCDと海外にて撮り下ろされた「Breakthrough!」MV、2019年に行われた「Poppin'Party Fan Meeting Tour 2019!」千秋楽・東京公演「宇宙へドリーマーズGO!」の模様を収録したBlu-rayのほか、フォトブックレットが付属する。
当初は同年6月3日に発売される予定だったが、新型コロナウイルスの影響による製造上の都合により変更された。

## 音楽性・歌詞
メンバーの愛美はMikikiとのインタビューの中で、前作『Poppin'on!』はベスト盤のような内容だったのに対し、本作は新曲が多く、曲調の幅も広まったと話している。
リアルサウンドの泉夏音は、Poppin'Partyとのインタビューの中で、表題曲「Breakthrough!」について、バンドが今後も飛躍していく姿がイメージできたと話しており、愛美も今までのポピパの殻を打ち破るという意思表明とあわせて、「ブレイクする」との意味合いでこのような曲名にしたと説明している。
「Breakthrough!」の歌詞の内容は、バンド側から歌詞に入れてほしい言葉を中村航に伝える形で形成された。言葉の中には、イベント「Poppin’Party Fan Meeting Tour 2019!」に関連したものも含まれている。
また、愛美は本アルバムにて曲調の幅が広まったとブシロードとのインタビューの中で話している。たとえば4曲目の「Hello! Wink!」は、『ガルパ』のハロウィンイベントにあわせてつくられた曲であり、バンドにとっては今までにしたことのない曲調だったと説明している。7曲目の「White Afternoon」もバンドにしては珍しい本格的なバラードだったと愛美は話している。
リアルサウンドの泉は、12曲目に収録されている「ミライトレイン」の内容について、「STAR BEAT！～ホシノコドウ～」との関連性を指摘しており、メンバーの伊藤彩沙も、バンド内でもそのような話があったとし、立ち位置が若干似ているかもしれないと話している。

## 収録内容

### CD
Disc1（両盤共通）
全作詞：中村航
1. Breakthrough!
  - 作曲・編曲：藤間仁(Elements Garden)
  - 本作のリード曲。
  - 『JAPAN COUNTDOWN』（テレビ東京系列）の2020年6月度オープニングテーマ。

2. NO GIRL NO CRY Poppin'Party Ver.
  - 作曲・編曲：藤永龍太郎(Elements Garden)
  - シングル「NO GIRL NO CRY」収録曲。

3. イニシャル
  - 作曲：上松範康(Elements Garden)、編曲：藤永龍太郎(Elements Garden)
  - 15thシングル「イニシャル/夢を撃ち抜く瞬間に!」1曲目。
  - テレビアニメ『BanG Dream! 3rd Season』オープニングテーマ。

4. Hello! Wink!
  - 作曲・編曲：藤永龍太郎(Elements Garden)

5. Step×Step！
  - 作曲・編曲：岩橋星実(Elements Garden)
  - テレビアニメ『BanG Dream! 3rd Season』挿入歌

6. Jumpin'
  - 作曲：上松範康、編曲：岩橋星実
  - 13thシングル。

7. White Afternoon
  - 作曲：上松範康、編曲：藤永龍太郎
  - 配信シングル。CD初収録。
  - キリン 午後の紅茶  『世界で、いちばん、あったかい。「冬 バンドリ！仲間の絆」篇』コマーシャルソング。

8. キラキラスター！
  - 作曲・編曲：藤田淳平(Elements Garden)
  - リアル脱出ゲーム『バンドリ！ ガールズバンドパーティ！ｘナゾトキ街歩きゲーム「探し出せ！ ランダムスター！」』主題歌

9. Returns
  - 作曲：上松範康、編曲：藤田淳平
  - 14thシングル「Dreamers Go!/Returns」2曲目。

10. Dreamers Go!
  - 作曲・編曲：菊田大介(Elements Garden)
  - 14thシングル「Dreamers Go!/Returns」1曲目。

11. キズナミュージック♪
  - 作曲・編曲：藤永龍太郎
  - 12thシングル。

12. ミライトレイン
  - 作曲・編曲：藤永龍太郎
  - テレビアニメ『BanG Dream! 3rd Season』挿入歌

13. 夢を撃ち抜く瞬間に！
  - 作曲 - 上松範康、編曲 - 竹田祐介(Elements Garden)
  - 15thシングル「イニシャル/夢を撃ち抜く瞬間に！」2曲目。
  - テレビアニメ『BanG Dream! 3rd Season』エンディングテーマ。

Disc2（生産限定盤のみ）
「1000回潤んだ空」を除く全作詞：中村航
1. ぽっぴん'しゃっふる
  - 作曲：上松範康、編曲：藤永龍太郎
  - 1stシングルのカップリング曲。

2. 夏空 SUN! SUN! SEVEN!
  - 作曲：上松範康、編曲：藤永龍太郎
  - 2ndシングルのカップリング曲。

3. 1000回潤んだ空
  - 作詞・作曲：上松範康、編曲：藤永龍太郎
  - 4thシングルのカップリング曲。

4. Happy Happy Party!
  - 作曲・編曲：藤永龍太郎
  - 5thシングルのカップリング曲。

5. 夏のドーン！
  - 作曲・編曲：岩橋星実
  - 7thシングルのカップリング曲。

6. キミにもらったもの
  - 作曲・編曲：母里治樹(Elements Garden)
  - 8thシングルのカップリング曲。

7. Light Delight
  - 作曲・編曲：藤永龍太郎
  - 9thシングルのカップリング曲。

8. 切ないSandglass
  - 作曲：上松範康、編曲：菊田大介
  - 11thシングルのカップリング曲。

9. Home Street
  - 作曲・編曲：都丸椋太(Elements Garden)
  - 12thシングルのカップリング曲。

10. What's the POPIPA!?
  - 作曲・編曲：菊田大介
  - 13thシングルのカップリング曲。

11. SAKURA MEMORIES
  - 作曲・編曲：藤間仁
  - 15thシングル（キラキラVer.）カップリング曲。

12. アニバーサリー
  - 作曲・編曲：岩橋星実
  - 15thシングル（ドキドキVer.）カップリング曲。

### Blu-ray（生産限定盤のみ）
1. 「Breakthrough!」MV
2. 「Poppin'Party Fan Meeting Tour 2019!」東京公演「宇宙へドリーマーズGO!」

## 演奏
Disc 1
- 加納望：Guitar (#1)
- 藤間仁：Guitar, All Other Instruments & Programming (#1)
- 岩切信一郎：Bass
- 髭白健：Drums
- 藤永龍太郎
  - Guitar (#2-13)
  - Keyboards (#2.3.4.7.11.12)
- 岩橋星実：Piano (#5.6)
- 藤田淳平：All Other Instruments & Programming (#9)
- 竹田祐介：All Other Instruments & Programming (#13)

Disc 2 
- 加納望：Guitar (#1.2.3.5.8.11)
- 岩切信一郎：Bass
- 髭白健：Drums
- 藤永龍太郎
  - Percussion (#1.2)
  - Keyboards (#2.4.7)
  - Guitar (#3.4.7.9.10.12)
  - Piano (#3)
- 藤田淳平： Organ (#1)
- 岩橋星実：Piano (#5.12)
- 母里治樹：All Other Instruments & Programming (#6)
- 菊田大介：All Other Instruments & Programming (#8.10)
- 都丸椋太：All Other Instruments & Programming (#9)
- 藤間仁：All Other Instruments & Programming (#11)

## パフォーマンス
本作収録曲のうち、『Step×Step！』は、2020年10月に行われたBanG Dream! 8th☆LIVE「Breakthrough!」にて初めて披露された。
アニメ第3期のとある場面を踏襲するため、同楽曲のパフォーマンスにおいては、ドラムの大橋彩香とキーボードの伊藤彩沙が前に出て演奏しており、このうち大橋は立ってドラムを叩いていた。また、同楽曲はロックこと朝日六花（RAISE A SUILEN）を応援する内容であることから、観客席は彼女のイメージカラーである緑色のペンライトの光で埋め尽くされた。

## 評価
Skream!の宮﨑大樹は、バンドのキラキラした印象は変わらないまま曲調の幅が広まったと述べつつも、あらためての入り口としてもふさわしいと評価している。宮﨑は収録曲のうち、「Hello! Wink!」からは普段とは異なる大人びた表情を、「White Afternoon」では白雪の舞い降りる美しい情景がそれぞれ浮かんだとしている。